# Saint-Nicolas (Italie)
Pour les articles homonymes, voir Saint-Nicolas.
Saint-Nicolas est une commune alpine de la Vallée d'Aoste en Italie du Nord-Ouest.

## Géographie
La commune de Saint-Nicolas s'étend sur la gauche orographique de la Doire baltée, à l'adret. Elle fait partie de l'unité des communes valdôtaines du Grand-Paradis.

Localisation de la commune de Saint-Nicolas à l'intérieur de la Vallée d'Aoste.

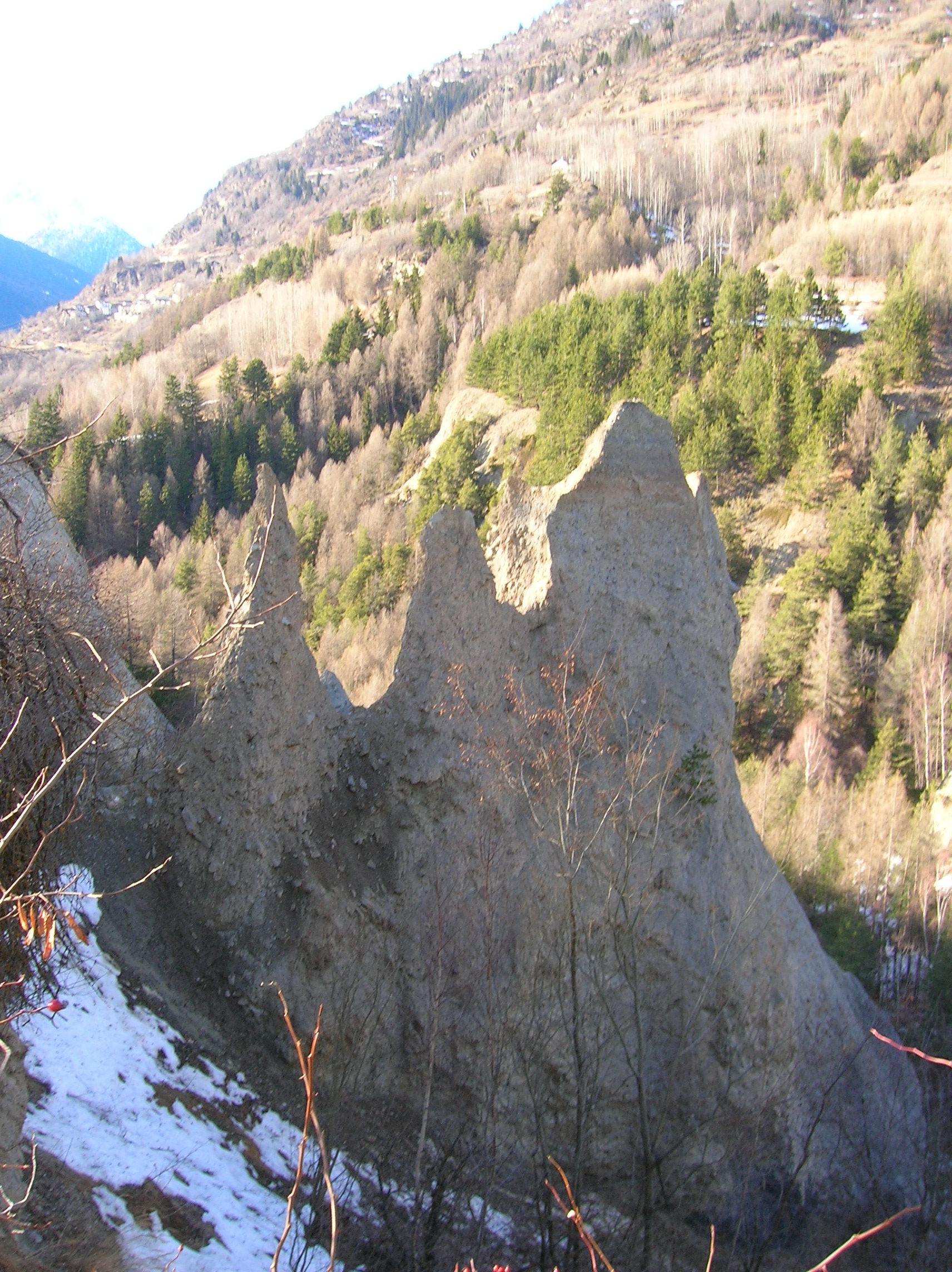
Les pyramides de terre près du torrent Gaboé.

## Toponyme
Autrefois ce lieu était dénommé Cyvoix, par opposition à Voix, qui indiquait l'actuelle commune de Rhêmes-Saint-Georges, en raison de l'écho produit par les parois du val de Rhêmes. Le mot grec Rhêma, qui désigne la vallée, signifie justement "voix". Après 1400 environ, les deux communes ont pris le nom des Saint Patron.

## Culture

### Personnalités liées à Saint-Nicolas

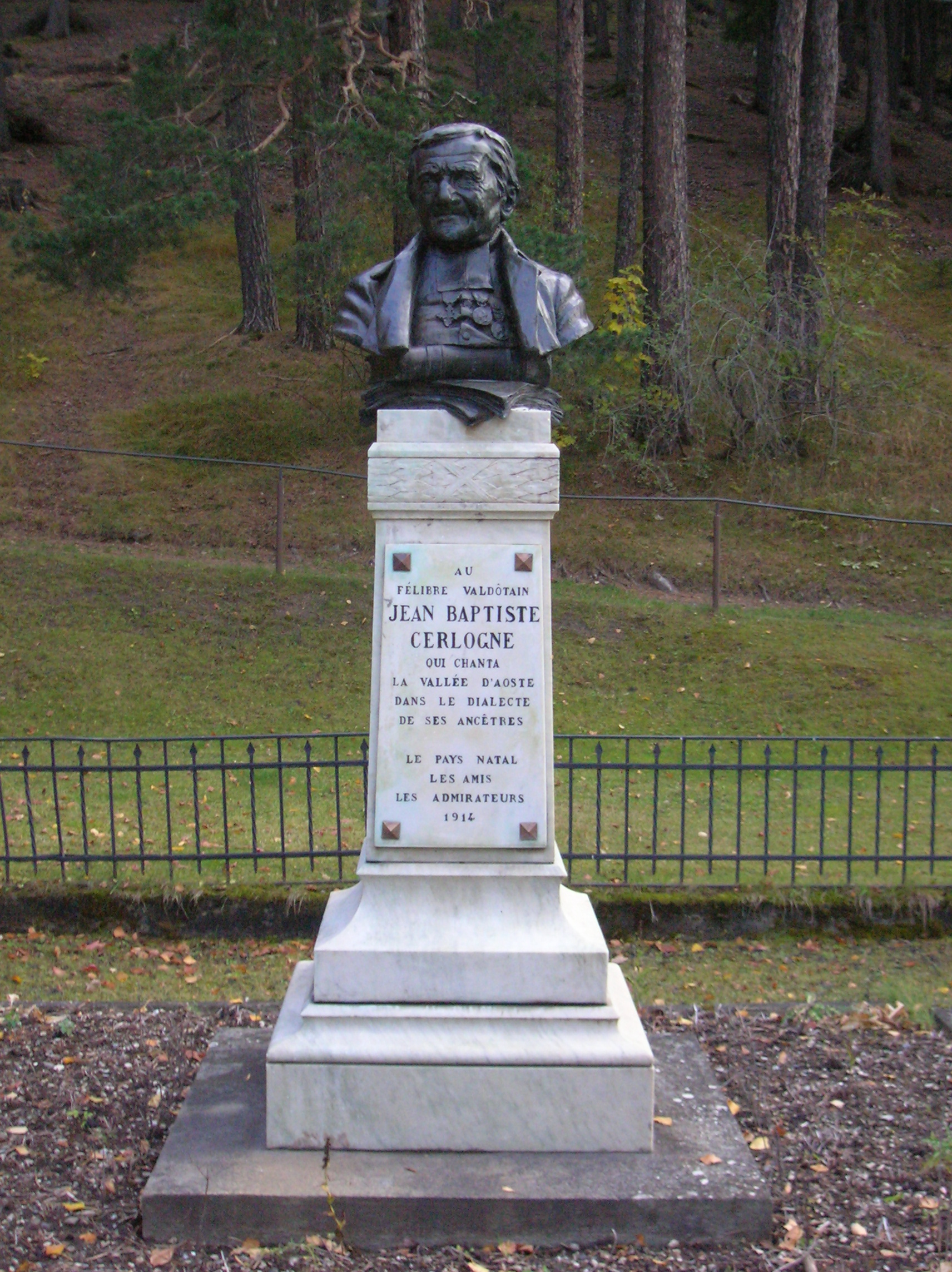
Buste de Jean-Baptiste Cerlogne près du Bois de la Tour.

- Jean-Baptiste Cerlogne, curé au caractère très humble et très fort en même temps, né au hameau du même nom, auteur de plusieurs poèmes en patois valdôtain ainsi que de la première grammaire de francoprovençal valdôtain, avec un dictionnaire annexe ;
- Joseph Gerbore, pionnier de la mécanisation de l'agriculture en Vallée d'Aoste ;
- Hermine Gerbore (1885-1950) - poétesse en patois valdôtain.

### Le Centre d'études francoprovençales (CEFP)

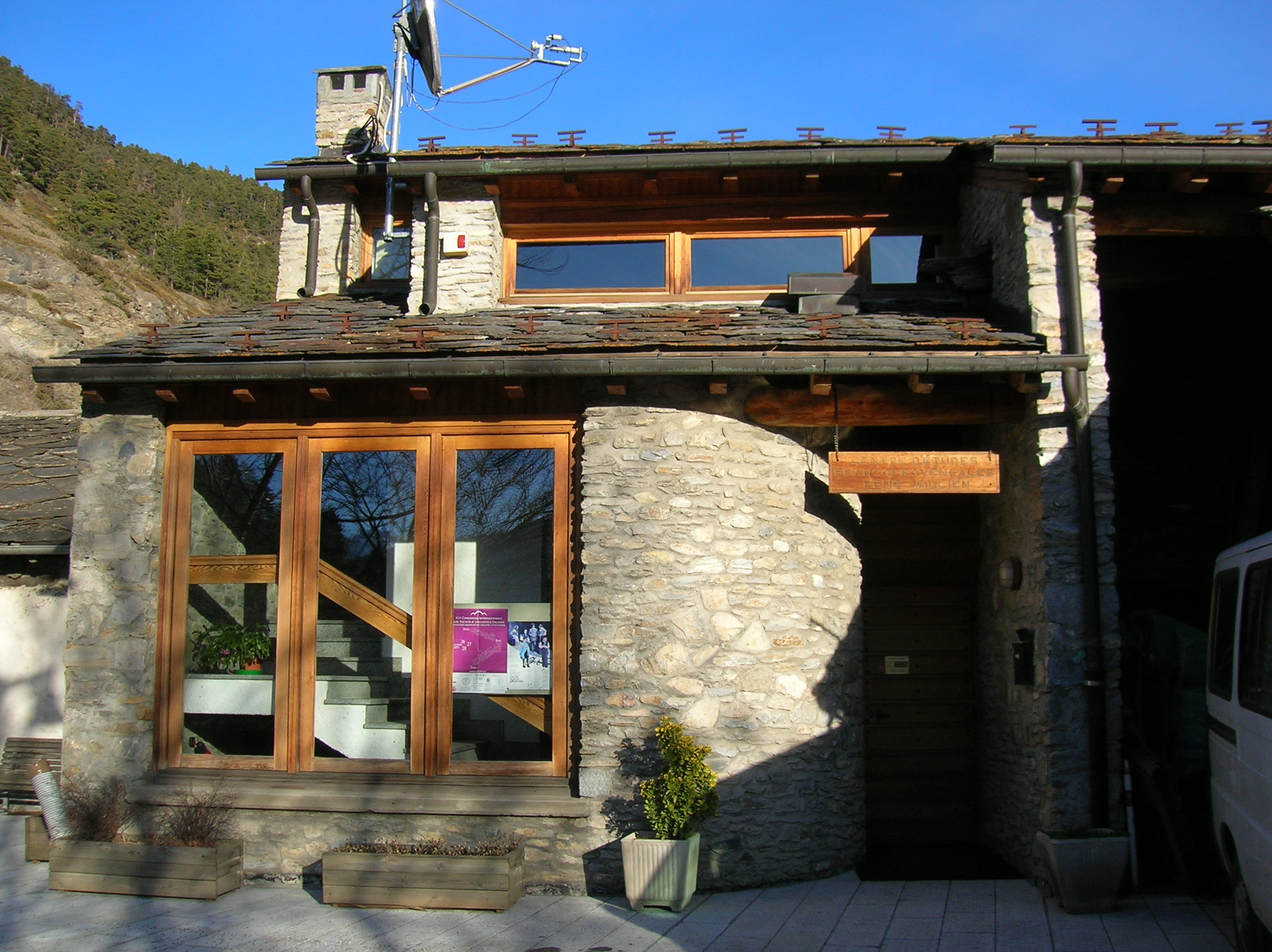
Le Centre d'études francoprovençales « René Willien ».

Au hameau Fossaz-dessus se trouve le siège de l'un des plus importants centres d'étude de la langue francoprovençale.

### Le musée Joseph Gerbore
Ce musée, situé au hameau Lyverloulaz, a comme but de présenter l'impact de la mécanisation de l'agriculture sur la vie des paysans valdôtains, à travers l'expérience d'un pionnier de ce domaine, Joseph Gerbore. Ce projet, cofinancé par la commune de Saint-Nicolas, la région Vallée d'Aoste et l'Union européenne, a permis la constitution de l'exposition Le temps des pionniers, à la Maison de la Tôr, au centre du village de Lyveroulaz.

## Citations
« À quoi bon des châteaux ? J'aime mieux des greniers.
Ce qui charme les yeux, ne remplit pas la bouche.
Avoir assez de pain ; voilà ce qui me touche !
(...) Si mes épis dorés ne faisaient ma richesse,
Je produirais alors mes titres de noblesse.
(...) Je trouve le repos au sommet des montagnes.
Et je cultive en paix mes fertiles campagnes.
Riche de mes moissons, je nourris mes enfants,
Et je fais vivre ailleurs des milliers d'habitants.

(Léon-Clément Gérard, La Vallée d'Aoste sur la scène - 1862) »

## Administration
| Période                                  | Période           | Identité           | Étiquette                  | Qualité  |
| ---------------------------------------- | ----------------- | ------------------ | -------------------------- | -------- |
| 8 mai 2000                               | 24 mai 2010       | Bruno Domaine      |                            | Syndic   |
| 24 mai 2010                              | 11 juin 2010      | Louis-Albert Henry | Liste civique              | Syndic   |
| 12 juin 2010                             | 22 septembre 2020 | Davide Sapinet     | Liste civique Pour le pays | Syndic   |
| 23 septembre 2020                        | En cours          | Marlène Domaine    |                            | Syndique |
| Les données manquantes sont à compléter. |                   |                    |                            |          |

### Hameaux
Vens, Cerlogne, Chez Louitoz, Clavel, Fossaz Dessous, Fossaz Dessus, La Cure, Chaillod, Ravoise, Persod, Petit Sarriod, Grand Sarriod, Gerbore, Ferrère, Gratillon, Lyveroulaz, Évian

### Communes limitrophes
Arvier, Avise, Saint-Pierre, Villeneuve